# Бедрино (Вологодская область)
Бедрино — деревня в Вологодском районе Вологодской области.
Входит в состав Новленского сельского поселения, с точки зрения административно-территориального деления — в Новленский сельсовет.
Расстояние по автодороге до районного центра Вологды — 69 км, до центра муниципального образования Новленского — 9 км. Ближайшие населённые пункты — Кряжево, Орлово, Павлово, Крюково, Горбово, Макарово.
По переписи 2002 года население — 4 человека.